# Klemme (Iowa)
Pour les articles homonymes, voir Klemme.
Klemme est une ville du comté de Hancock, en Iowa, aux États-Unis. Elle est fondée en 1889 et incorporée le 9 février 1899.

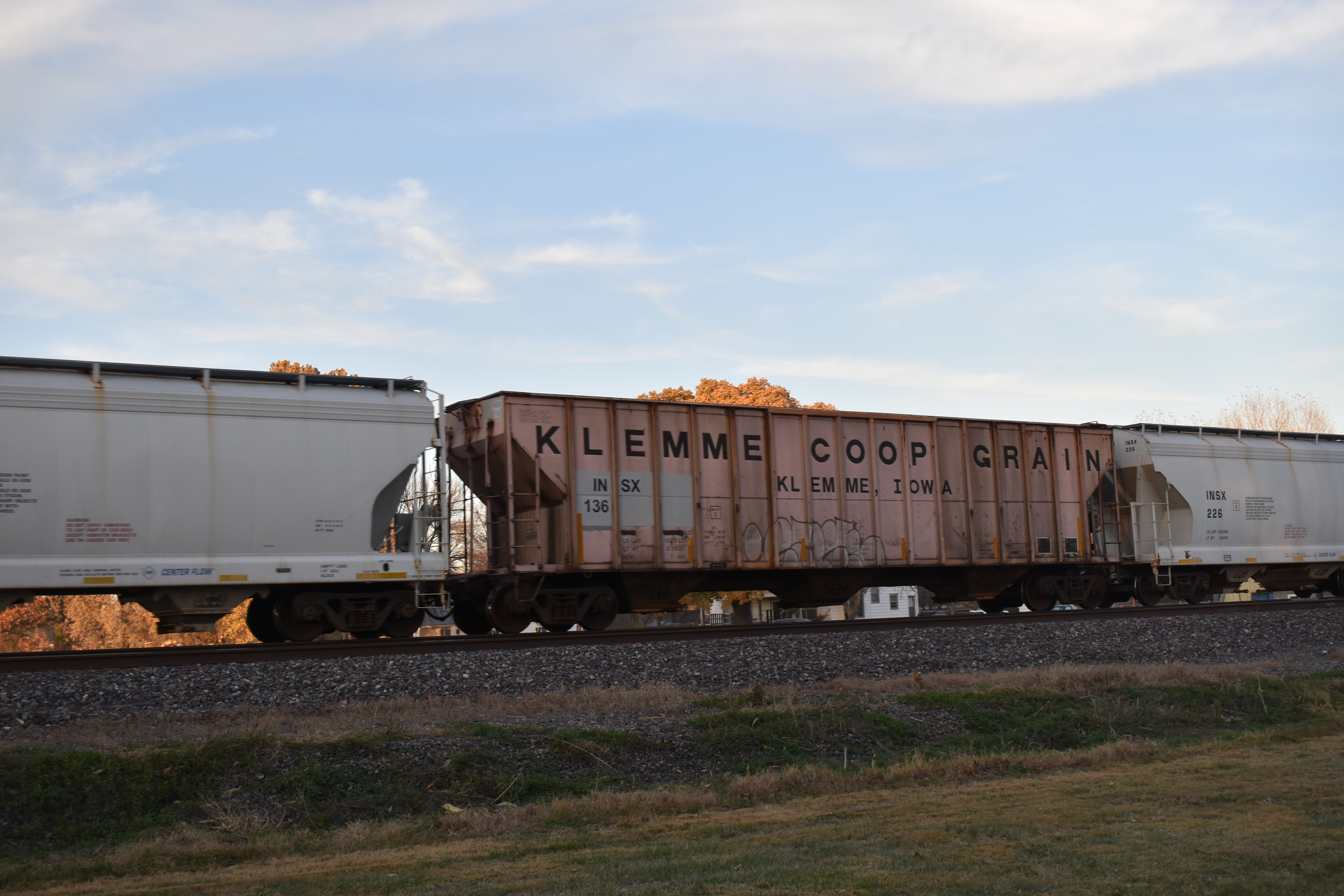
INSX 136, un trémie anciennement propriété de la Klemme Co-Op Grain Company.

## Source de la traduction
- (en) Cet article est partiellement ou en totalité issu de l’article de Wikipédia en anglais intitulé « Klemme, Iowa » (voir la liste des auteurs).